# Anthoxanthum hookeri
Anthoxanthum hookeri är en gräsart som först beskrevs av August Heinrich Rudolf Grisebach, och fick sitt nu gällande namn av Alfred Barton Rendle. Anthoxanthum hookeri ingår i släktet vårbroddssläktet, och familjen gräs. Inga underarter finns listade i Catalogue of Life.